# Humboldtstroom

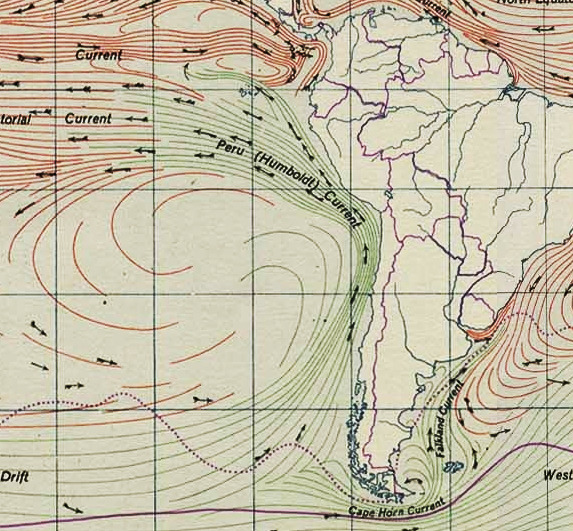
Humboldtstroom

De Humboldtstroom is een zeestroming die vanuit het zuiden van Chili langs de westkust van Zuid-Amerika stroomt. Bij Peru verandert de naam in Perustroom. De stroming heeft een lage saliniteit en veroorzaakt door opwelling van voedingsstoffen een rijk zeeleven. De stroming is genoemd naar de Pruisische ontdekkingsreiziger Alexander von Humboldt.
De Humboldtstroom wordt gevoed door de Antarctische circumpolaire stroom (westenwinddrift) en is zelf de belangrijkste voeding voor de Pacifische Zuidequatoriale stroom die westwaarts gaat.
Ten westen van de zeestroom ligt de Zuid-Pacifische gyre.